# Municipio de Clay (condado de Harrison, Iowa)
Clay Township es un municipio del condado de Harrison, Iowa, Estados Unidos. Según el censo de 2020, tiene una población de 97 habitantes.
Es una subdivisión exclusivamente geográfica, por cuanto el estado de Iowa no utiliza la herramienta de los townships como Gobierno municipal.

## Geografía
El municipio está ubicado en las coordenadas 41°38′35″N 96°4′38″O / 41.64306, -96.07722. Según la Oficina del Censo de los Estados Unidos, tiene una superficie total de 69.93 km², de la cual 67.60 km² corresponden a tierra firme y 2.33 km² están cubiertos de agua.

## Demografía
Según el censo de 2020, hay 97 personas residiendo en la zona. La densidad de población es de 1.43 hab./km². El 90.7 % de los habitantes son blancos, el 1.0 % es afroamericano, el 3.1 % son asiáticos y el 5.2% son de una mezcla de razas. Del total de la población, el 1.0 % es hispano o latino.